# 幻のアトランティス
「幻のアトランティス」（Atlantis）は、ドノヴァンが作詞作曲し、1968年に発表した楽曲。

## 概要
カウンターカルチャー・ムーブメントは1960年代半ばころに勃興し、それとともにニューエイジの思想も世界各地に広まっていった。その動きに大きく寄与した人物の一人が米国の心霊診断家のエドガー・ケイシーであった。ケイシーは1945年に死去するまでリーディングと呼ばれる治療行為を行い、その過程でアトランティス大陸ならびにアトランティス人の存在を強く説いた。1967年から68年にかけて本国で計8冊もの関連書籍が出版されたことからケイシーはある種のブームとなり、アトランティス神話が大衆文化に受け入れられる素地がここに出来上がった。
1968年2月から3月までの間、ドノヴァンはビートルズのメンバーとその家族、マイク・ラヴ、ミア・ファローらとインドのリシケーシュに滞在し、マハリシ・マヘーシュ・ヨーギーの超越瞑想の講義を受けた。帰国後しばらくして、ドノヴァンは「Atlantis」（邦題：幻のアトランティス）を書いた。
同年11月、ロサンゼルスのアメリカン・レコーディング・カンパニーで録音が行われ、同月にはシングルとして発売された。B面は「ぼくの好きなシャツ（I Love My Shirt）」。
本国イギリスは23位とそこそこのランクであったが、多くの国でのきなみ上位にチャートインした。スイス、オランダ、ニュージーランドの3国で1位を記録。そのほか、西ドイツ2位、オーストリア4位、カナダ12位、オーストラリア15位、南アフリカ2位と大ヒットとなった。
米国の配給元のエピック・レコードは、曲の大半がスポークン・ワードで占められていることと5分近い曲の長さに難色を示し、「西海岸で待っているスーザンに（To Susan on the West Coast Waiting）」をA面、「幻のアトランティス」をB面とするシングルを1969年1月に発売した。日本盤も米国盤に合わせたシングルを発売した。B面であったにもかかわらず、「幻のアトランティス」は1969年5月24日から31日にかけてビルボード・Hot 100で2週連続7位を記録した。
当時、イギリスと米国の間で契約上の争いが続いており、エピック・レコードは1969年8月に米国独自のアルバム『バラバジャガ』を発売した。「幻のアトランティス」も同アルバムに収録された。なお、「To Susan on the West Coast Waiting」の邦題は「西海岸で待っているスーザンに」ではなく、「西海岸で待つスーザンに」と表記されている。
マーティン・スコセッシは1990年の映画『グッドフェローズ』において、トミー・デヴィート（ジョー・ペシ）とジミー・コンウェイ（ロバート・デ・ニーロ）がビリー・バッツ（フランク・ヴィンセント）を叩きのめす場面であえて本作品を使った。
ジミー桜井を追ったドキュメンタリー映画『MR. JIMMY ミスター・ジミー レッド・ツェッペリンに全てを捧げた男』（2023年）のエンドロールに使用された。

## カバー・バージョン
- アウグスト・リゲッティ - 1969年のシングル。イタリア語詞。
- ゲオルク・ダンツァー - 1984年のシングル。ダンツァー自身によるドイツ語詞。オーストリアのチャートで19位を記録した。
- ノー・エンジェルズ＆ドノヴァン - 2001年のアニメーション映画『アトランティス 失われた帝国』の挿入曲として発表された。シングルとして発売され、オーストリアとドイツではゴールドディスクを獲得した。